# شبين قره حصار
شبين قره حصار هي مدينة تقع في محافظة غيرسون في شمال تركيا المطلة على البحر الأسود. وهي المقر الإداري لمديرية شبين قره حصار. بلغ عدد سكانها 13,695 نسمة عام 2022م. تقع المنطقة على بعد 1,396 كم2 من البحر الأسود في جبال غيرسون (جبال باريادريس). في عام 1473م، زار السلطان محمد الفاتح شبين قره حصار في طريق عودته إلى إسطنبول بعد معركة أوطلوقبلي (بالتركية: Otlukbeli) التي وقعت في 11 أغسطس من نفس العام، وقد تم تسجيل هذه المدينة التي أقام فيها لمدة ثلاثة أيام تحت اسم قرة حصارى شرقي (بالتركية: Karahisar-ı Şarki) في الكتب في تلك الفترة. كانت تُعرف باسم مدينة الأمراء وكانت تُدعى قرة حصار-شرقي، وكانت تُدار إداريا كسنجق تحت حكم الدولة العثمانية.
البلدات المجاورة لها : الوكرا ، جامولوك ، ديرلي وياغليديري .

## التاريخ
استولت الجيوش الأموية على قره حصار على يد يزيد بن أسيد السلمي لفترة قصيرة عام 778م، كما استولى العباسيون على القرى المحيطة بها بين عامي 939م-940م. ومع دخول الأتراك للأناضول في معركة ملاذكرد 1071م بين الإمبراطورية البيزنطية والسلاجقة المسلمين في 26 أغسطس 1071م بالقرب من ملاذكرد (ملازكرد حاليا في محافظة موش، تركيا).، يُذكر أن الغازي منجوشيك (بالتركية: Mengücek Gazi) ودانشمند الغازي (بالتركية: Danişmend Gazi) قد فتحاها معاً.
ضُمت المدينة إلى الدولة السلجوقية بالأناضول عام 1228م، ثم بعد أن ضعفت الدولة وانهارت، وقعت تحت حكم الدولة الإيلخانية ثم بعد ضعفها خلفتها دولة بنو آرتين التي حكمت شبين قره حصار بعدها وحكمها القاضي برهان الدين. بعد هزيمة دولة آق قويونلو على يد السلطان محمد الفاتح في عام 1473م في معركة أوطلوقبلي (بالتركية: Otlukbeli Savaşı)، دخلت شبين قره حصار تحت إدارة الدولة العثمانية.

## الآثار التاريخية
منطقة شبين قره حصار هي أغنى مناطق محافظة غيرسون من حيث القطع الأثرية التاريخية.

### قلعةشبين قره حصار
تتميز قلعة شبين قره حصار (بالتركية: Şebinkarahisar Kalesi) بأنها ترتفع على تلة بازلتية في جنوب المقاطعة ولا يُعرف متى تم بناء القلعة. قام حاكم سلالة المنكوجكيين، فخر الدين بهرمشاه بإضافات إلى القلعة في عام 1184م وزاد من قوتها الدفاعية.

### دير مريم العذراء
يقع دير مريم العذراء (بالتركية: Meryem Ana Manastırı)على بعد 11 كم شرق مركز المنطقة في قرية ساريير (بالتركية: Sarıyer)، وهو منحوت في صخرة من 4 طوابق ويتكون من 32 غرفة تصلح للخدمات المختلفة، وجدرانه مُزينة بلوحات فنية. كان الدير مسرحاً لاحتفالات تُنظَّم بمشاركة اليونانيين من مقاطعات غيرسون وأوردو وطرابزون وغوموش خانة في الثامن والعشرين من أغسطس من كل عام.

### مسجد بهرامشاه
بُني هذا المسجد على يد مظفّر الدين محمد نيابة عن حاكم سلالة المنكوجكيين، والده، فخر الدين بهرامشاه في القرن الثاني عشر، ويقع اليوم في حي أفوتموش (بالتركية: Avutmuş). ولا يزال المسجد قيد الاستخدام وتُقام فيه الصلوات الخمس، ولكن ومع الإضافات التي تمت أثناء الترميمات، تم إفساد الطابع المعماري المئذنة لهذا المسجد.

### مسجد الفاتح
جاء السلطان محمد الفاتح إلى شبين قره حصار في 29 أغسطس 1473م بعد شبين قره حصار وأمر ببناء مسجد تخليداً لذكرى هذا الوصول. تم ترميم المسجد بعد الحريق الأول ودُمِّر بالكامل في الحريق الثاني عام 1886م.
في عام 1888م، تم بناء المسجد الحالي بمساعدة الأهالي، وفي زلزال عام 1939م، انهارت قباب الجامع، ولكن تم ترميمه في عام 1950م.

### مسجد كورشونلو
في عام 1574م بدأ بناء مسجد كورشونلو (بالتركية: Kurşunlu Cami)، الذي بناه أحد المحسنين من أعيان شبين قره حصار ويدعى عبد الله (بالتركية: Allah Kulu)، واكتمل بناء المسجد عام 1582م.

## أعلام
- توروس تورامانيان.
- أونال قاجر.
- أندرانيك.